# 七人の野獣
『七人の野獣』（しちにんのやじゅう）は、1967年8月1日に日活で製作された日本映画。江崎実生監督、丹波哲郎主演のアクション映画。

## ストーリー
主人公は元刑事で射撃の名手・木戸。3年前の密輸事件の捜査で相沢組の組長を射殺し、刑事を辞めざるを得なくなった木戸は、ある日違法賭博により逮捕された。その時、特捜の佐東に、セイラム国大使館施設に軟禁されている原子力研究所の技師萩原の救助を非公式に依頼された。助けることさえ出来るなら、数日後に大使館において行われるパーティーで集まる予定の約三億円を、好きにしていいと言われる。木戸は仲間を集め、三億円の持ち出しと萩原の救助を画策する。

## キャスト
- 丹波哲郎 : 木戸
- 宍戸錠 : 佐東
- 内田良平 : 片山
- 高品格 : 芹沢
- 岡田眞澄 : 辺見
- 郷えい治 : 鉄
- 深江章喜 : 金本
- エリック・ニルソン 	カルロス
- フランツ・グルーベル 	ジョージ
- 松原智恵子 : 亜紀
- 河上喜史郎 	戸部
- 長弘 	係長
- 江角英明 : 赤毛の男
- 榎木兵衛 : 張
- 久遠利三 	鉄道公安官
- 柳瀬志郎 : パトロール
- 村上和也 	自転車の巡査
- マイク・ダニー 	カルロスの部下
- レイモンド 	カルロスの部下
- 岩手征四郎 	カルロスの部下
- 熱海弘到 	カルロスの部下
- 村井健二 	カルロスの部下
- 小柴隆 	萩原
- 安部徹 : 黒沢刑事

## スタッフ
- 監督 : 江崎実生
- 脚本 : 山崎巌、江崎実生
- 撮影 : 横山実
- 企画 : 児井英生
- 音楽 : 山本直純、坂田晃一
- 編集 : 鈴木晄

## 併映作品
- 『反逆』: 松尾昭典監督作品